# Nagyberki
Nagyberki là một thị trấn thuộc hạt Somogy, Hungary. Thị trấn này có diện tích 21,74 km², dân số năm 2010 là 1453 người, mật độ 67 người/km².